# みちづれ (牧村三枝子の曲)
「みちづれ」は、1978年10月21日に発売された牧村三枝子の12枚目のシングル。

## 解説
元々は当時牧村と同じレコード会社・ポリドール所属の先輩だった渡哲也が、アルバムの中の1曲として発表、1975年にシングルとしても発売している。その後、牧村のディレクターがこの曲を歌うことを牧村に勧めた。テープを家に持ち帰って聴き、歌詞とメロディを気に入った牧村はこの曲を歌いたいと渡本人に直談判して承諾。しかし牧村盤のレコード売上は伸び悩み、それを知った渡は自分では「みちづれ」を歌わないことを決めた。
その後、一転して牧村盤は売れ始め、翌1979年にはオリコン年間ランキングで第9位にランク（翌1980年オリコン年間ランキングでも第62位）、さらに同チャート集計によるレコード売り上げは100万枚近くを記録する大ヒットとなった。なおオリコンでの最高位は8位だったが、100位以内には通算で72週もの間ランクインされた。
牧村の「みちづれ」は、1979年7月10日に甲府市郊外にあるポリドールのプレス工場で100万枚目のレコードがプレスされ、牧村もその現場に立ち会い「歌っていて、よかった」と涙を流していた。
累計では渡哲也の「みちづれ」は約20万枚、牧村三枝子の「みちづれ」は110万枚または120万枚を売り上げた。
同1979年12月31日の『第21回日本レコード大賞』ではロング・セラー賞を受賞。『第30回NHK紅白歌合戦』には出場が有望視されながら落選となったが、それから2年後の1981年12月31日、『第32回NHK紅白歌合戦』で牧村自身念願の紅白初出場を果たし、同曲を披露した。
翌1980年には美空ひばりがアルバム『おまえに惚れた』でカバーして発売される。なお中国語でもカバーされており、中でもテレサ・テンが『山茶花』というタイトルで唄っているものが有名である。

## 収録曲

### 牧村三枝子盤
- 両楽曲共に、作詞：水木かおる、作曲：遠藤実、編曲：斉藤恒夫

1. みちづれ (4分9秒)
日本テレビ系ドラマ『大都会 PARTIII』挿入歌
2. 恋かがみ (3分56秒)

### 渡哲也盤
1975年12月1日発売盤（DR-1999）
1. みちづれ
2. さすらい紀行

1979年6月1日発売盤（DR-6312）
1. みちづれ
2. あじさいの花

1981年発売盤
1. みちづれ
2. わかれ花

1992年2月1日発売盤（PODH-1106）
1. くちなしの花
2. みちづれ

## カバー
- テレサ・テン（1980年、カバーアルバム『演歌のメッセージ』）
- 藤圭子（1981年、アルバム『螢火-右・左-』）
- おおたか静流（2002年、カバーアルバム『恋文』）
- 中森明菜 (2007年、アルバム『艶華 -Enka-』)
- 千昌夫（2009年、アルバム『追悼盤 遠藤実作品集』）
- 石原詢子（2008年アルバム『しあわせ演歌・石原詢子です』、2009年アルバム「日本名曲集」）
- 永井裕子（2015年、アルバム『心うた』）
- 氷川きよし（2018年、アルバム『新・演歌名曲コレクション7 -勝負の花道-』）
- 福田こうへい（2018年、アルバム『輝 演歌ごころの真髄!』）
- 松尾雄史（2020年、アルバム『セカンドアルバム ～すず虫～』）
- フランク永井（アルバム『フランク永井 ザ・カバーズ -歌謡曲・演歌-』）
- 荘学忠(『冬恋』として北京語でカヴァー。)